# Giovanni I (vescovo di Lucca)
Giovanni I (... – Roma, 800/801) è stato un vescovo longobardo, vescovo di Lucca negli ultimi due decenni dell'VIII secolo.

## Biografia
Figlio di Teuperto di Placule e fratello di Iacopo, appartenne a una potente famiglia longobarda che intratteneva stretti rapporti con l'episcopato lucchese. 
In seguito alla morte di Peredeo, avvenuta dopo il 25 febbraio 779, divenne vescovo di Lucca prima del settembre 781. A Giovanni è legata la traslazione del Volto Santo a Lucca, in seguito alla visione notturna di un angelo. Nel 782 il crocifisso ligneo fu quindi portato da Luni all'oratorio che lo stesso Giovanni aveva fatto erigere davanti alla cattedrale di Lucca. Giovanni avrebbe anche apposto un'ampolla del sangue di Cristo (prelevata da dentro il crocifisso) nella Cappella della Croce, annessa alla chiesa di san Martino.
Giovanni I "operò efficacemente per valorizzare la sede vescovile lucchese nel nuovo quadro politico e religioso". Fece innalzare la chiesa Domini Et Salvatoris con un altare dedicato a san Pietro, menzionato il 797: con ciò il vescovo "mostrò inoltre di voler stabilire (o ristabilire) un legame simbolico fra Lucca e Roma." Nel 930 il tempio, che era posto nell'allora piccola piazza antistante la facciata della cattedrale, risulta distrutto.
Il suo episcopato fu caratterizzato dalle numerose traslazioni delle salme di diversi santi nella città di Lucca, tanto da essere ricordato come "vescovo delle traslazioni". La più nota è quella del cadavere di san Regolo, fatto traslare da Waldo di Populonia alla chiesa di San Martino. Per accogliere degnamente la salma del santo, Giovanni fece ampliare la chiesa con la costruzione di una cripta "ricca e magnifica per i marmi e bronzi che l'adornavano" (nonché "similem beati Petri apostoli urbis Romae", stando alla coeva Translatio Sancti Regulii), due altari (uno dedicato a Regolo, l'altro a san Martino) e con l'adornamento del presbiterio con "ricchi ed eleganti cancelli". Si adoperò anche per incrementare il culto del suo predecessore Frediano di Lucca.
Nel corso del suo episcopato effettuò diversi viaggi a Roma per procurarsi delle reliquie per la sua diocesi. Fu proprio a Roma che morì, presumibilmente nel dicembre dell'800, dopo essersi recato nell'Urbe per l'incoronazione di Carlo Magno. Gli succedette nella cattedra di Lucca il fratello Iacopo.